# Thonlohe
Thonlohe ist ein Ortsteil von Hemau, einer Stadt im Landkreis Regensburg. Der Ort liegt rund sieben Kilometer westlich von Hemau im Tangrintel und hat (Stand: 2016) zusammen mit den Orten Albertshofen, Niglhof, Waltenhofen 233 Einwohner.

## Geschichte
Bereits in keltischer Zeit wurden im Raum Thonlohe ein Ringwall und eine Schanze errichtet. Erstmals urkundlich erwähnt wird Thonlohe im Jahr 1114 in einer Urkunde der Ministerialen der Bistümer Regensburg und Bamberg um den Rodungszehnt im Tangrintel. Darin wird von den Bischöfen Otto I. von Bamberg und Hartwig I. von Regensburg besiegelt, dass von Bischof Hartwig aller Zehnt von Bamberger Gütern, die auf dem Gebiet des Bistums Regensburg liegen, abgetreten werden soll. Ausgenommen davon blieben einzeln genannte Orte, darunter auch „Tanloch“ (Thonlohe). Damit blieb Thonlohe im Herrschaftsbereich des Bistums Regensburg. 1272 wird Thonlohe im Gültbuch des ehemaligen Klosters Biburg erwähnt. Im Jahr 1326 ordnet ein Urbar die Dörfer Thonlohe und das nahe gelegene Albertshofen dem Amt Hemau zu. Thonlohe gehört zu dieser Zeit zur Pfarrei Jachenhausen. Die Pfarrkirche in Thonlohe wurde um das Jahr 1350 errichtet. Die Glocken der Kirche St. Sebastian tragen eine Inschrift aus dem Jahr 1446.
1542 wurde Thonlohe, das zum Herzogtum Pfalz-Neuburg gehörte, lutherisch und kam zur damals evangelischen Pfarrei Neukirchen bei Hemau. Ab 1579 war Thonlohe eigenständige Pfarrei. Während des Dreißigjährigen Krieges, insbesondere durch einen Überfall der Schweden am 18. Mai 1633, wurde die Gegend um Thonlohe schwer verwüstet. Ab 1653 wurde Thonlohe wieder katholisch und wie vormals der Pfarrei Jachenhausen zugeordnet. 1750 wurde die Pfarrkirche barockisiert und erhielt einen Zwiebelturm.
Ab dem Jahr 1808 war Thonlohe (zusammen mit den Nachbarortschaften Albertshofen und Waltenhofen) ein eigener Steuerdistrikt, 1821 war Thonlohe zusammen mit diesen Orten eine eigene politische Gemeinde, von 1862 bis 1879 im Bezirksamt Hemau und ab 1880 im Bezirksamt bzw. Landkreis Parsberg. Am 1. Januar 1972 wurde Thonlohe in die Stadt Hemau eingemeindet.